# بینش و ایدئولوژی صفویان

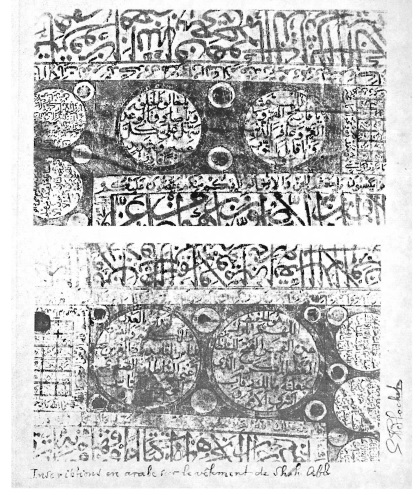
بخشی از پیراهن شاه عباس بزرگ پنجمین شاه صفوی که ادعیه و آیات قرآن بر روی آن نوشته شده است. شاه عباس این رخت را هنگام جنگ می‌پوشید.

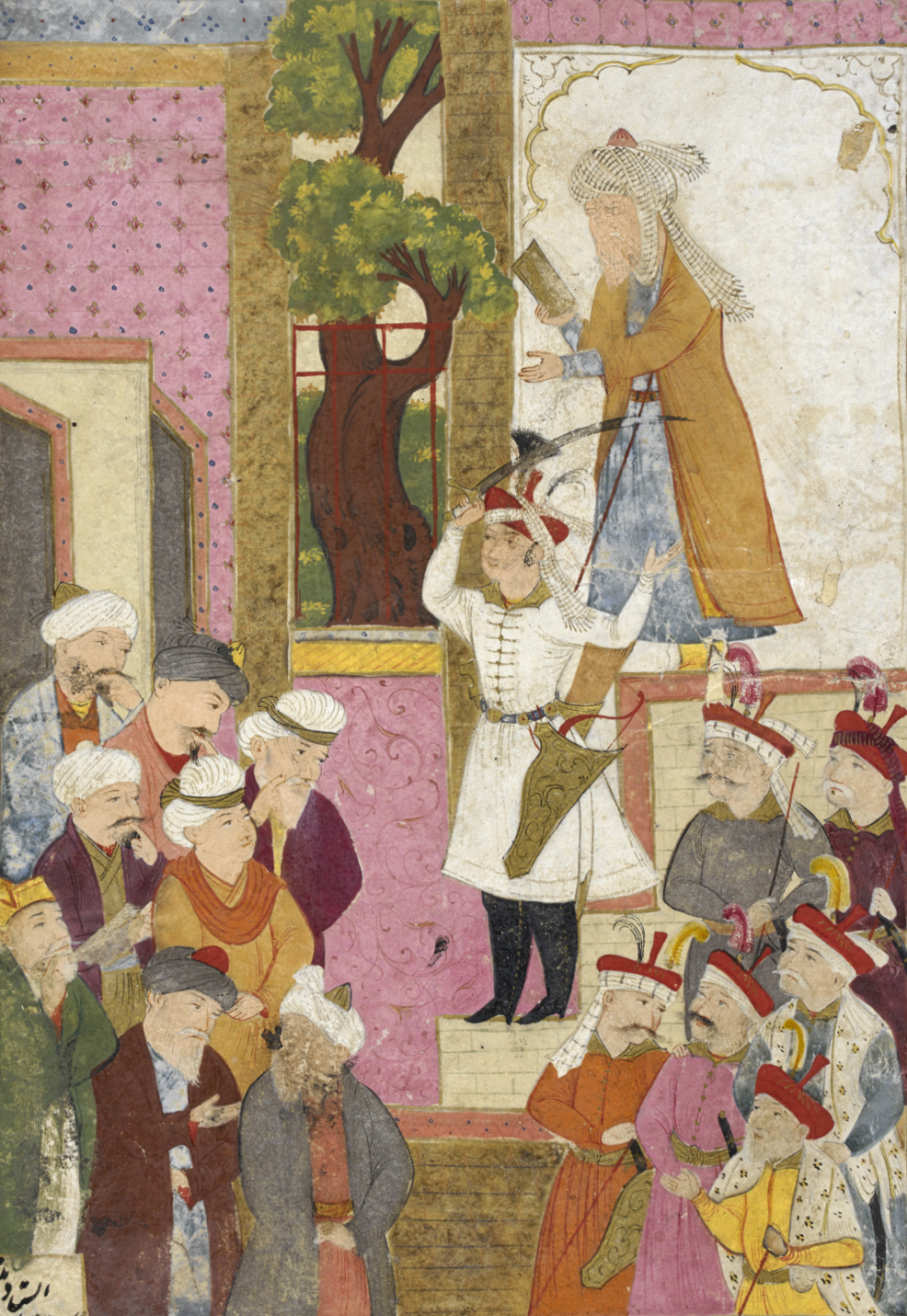
اعلام شیعه به‌عنوان مذهب رسمی در مسجد جامع تبریز در سال ۱۵۰۱ میلادی.

از اوایل قرن چهاردهم، رهبران جنبش صفوی نشانه‌های روشنی از تمایل به دستیابی به قدرت دنیوی در کنار اقتدار دینی از خود نشان دادند، و این تمایل ابتدا موجب نگرانی و سپس دشمنی فعال حاکمان وقت غرب ایران و عراق شد. با وجود اینکه سه رهبر متوالی صفوی (جنید در ۱۴۶۰، حیدر در ۱۴۸۸ و علی در ۱۴۹۴) در میدان نبرد کشته شدند، شتاب جنبش به اندازه‌ای بود که انقلاب را به سرانجامی موفق رساند و در سال ۱۵۰۱ سلسله صفوی را بنیان نهاد. قدرت شاهان صفوی بر سه‌پایه متمایز استوار بود: حق الهی پادشاهان ایران؛ ادعای نمایندگی حاکمان صفوی از جانب مهدی، دوازدهمین امام شیعیان اثناعشری، که چهره‌ای موعود است و ظهور او از غیبت نویدبخش عصری از صلح و عدالت جهانی است؛ و جایگاه آنان به‌عنوان «مرشد کامل»، یا راهنمای کامل معنوی طریقت صوفیان صفوی. با این حال، در دوره‌ای که درست پیش از تأسیس حکومت صفوی بود، هیچ تردیدی نیست که تبلیغات مذهبی صفویان (دعوت) حتی فراتر از این ادعاهای گسترده می‌رفت، و مدعی می‌شد که رهبر صفوی نه تنها نماینده مهدی، بلکه خود مهدی، یا حتی تجسم خداوند است.
دودمان شیعه مذهب صفوی، پس از سال‌های طولانی حکومت بیگانگان بر ایران و چندپارچگی ایران، توانست در اوایل سدهٔ دهم قمری (حدود ۵۰۰ سال پیش) با تکیه به مذهب شیعهٔ دوازده‌امامی یک کشور مستقل ایرانی بنیان نهادند. هواداران تشیع و صوفیان در قرن نهم هجری قمری افزایش پیدا کردند. نام این دودمان از شیخ صفی‌الدین اردبیلی (نیای شاه اسماعیل صفوی) گرفته شده است. شاه اسماعیل برای گسترش مذهب شیعه، محقق کرکی را از منطقهٔ جبل عامل به ایران دعوت کرد. پژوهش‌گران حوزهٔ اندیشهٔ سیاسی اسلام و ایران دربارهٔ تحولات اندیشهٔ سیاسی دورهٔ صفوی دچار چنددستگی آرا هستند. برخی این باور هستند اساساً دگرگونی نوینی در اندیشه و عملکرد سیاسی در این دوره صورت نگرفته است، ولی گروه دیگری از پژوهش‌گران، دورهٔ صفوی را سرآغاز نوزایی ایران، تشیع و اندیشه‌های شیعی می‌دانند. باورها، سیاست و ایدئولوژی صفوی‌ها به شیعه دوازده‌امامی، تأثیر ژرفی در شکل‌دادن ایران امروزی داشته است.
زمانی که صفوی‌ها به قدرت رسیدند، مردم ایران بیش‌تر معتقد به مذهب تسنن بودند. جمعیت‌های شیعیان نیز، بیش‌تر در شهرهای مشهد، سبزوار، قم، کاشان، مناطق شمالی ایران و در میان قوم لر ساکن بودند. با به قدرت رسیدن شاه اسماعیل و اعلام رسمیت تشیع، بیش‌تر مردم ایران به این مذهب روی آوردند و تسنن، بیش‌تر به مناطق مرزی تبدیل شد. از دلایل رسمی کردن مذهب تشیع به وسیله صفوی‌ها، ایجاد وحدت و یگانگی میان مردم، مشخص کردن ایران از دیگر کشورهای اسلامی و تأمین استقلال کشور بود. یکی از پیامدهای این اقدام، دشمنی حکومت‌های سنی مذهب، مانند امپراتوری عثمانی در غرب ایران و خان‌نشین بخارا در شرق بود، که سبب بروز جنگ‌های طولانی و سخت میان آن‌ها و افزایش قدرت علمای مذهبی شد. از نظر شاهان صفوی، مجتهد نایب امام زمان بود و بر جان و مال مردم تسلط داشت. در این دوره، افراد زیادی به تحصیل علوم دینی پرداختند. فقط در زمان شاه عباس تا حدی از قدرت و نفوذ آنان کاسته شد.
با به‌دست گرفتن قدرت سیاسی در ایران در سال ۱۵۰۱، مهم‌ترین اقدام صفویان، اعلام مذهب شیعه اثناعشری (یا دوازده‌امامی) به‌عنوان دین رسمی دولت جدید بود؛ اقدامی که پیامدهای گسترده‌ای در پی داشت. این اقدام تا حدودی ایران را از جریان اصلی اسلام جدا کرد و عامل مهمی در جلوگیری از ادغام ایران در امپراتوری عثمانی بود. تحمیل تشیع همچنین موجب تقویت دولت مرکزی و افزایش آگاهی از هویت ملی (در مقابل هویت قومی) شد. به میزانی که صفویان برای جانشینان خود یک نظام اداری متمرکز، ارتشی دائمی و کشوری با مرزهای مشخص بر جای گذاشتند، می‌توان گفت که آن‌ها پایه‌های دولت مدرن ایران را بنا نهادند.

## پیشینه و پیش‌زمینه
ناتوانی زمامداران محلی و بدهی پادشاهان و امیران تیموری و آق قویونلوها در بحران‌ها و جنگ داخلی باعث گردید تا هنگامه‌ای باارزش در اختیار صفویان قرار گیرد. همچنین نهضت‌های مردمی زمینه‌های فکری مناسب را برای به قدرت رسیدن صفویان و رسیدن آن‌ها به حکومت سیاسی فراهم آورد. قیام دوبارهٔ سربداران، ظهور سپیدپوشان بکتاشیه و همچنین سیاه‌پوشان نوربخشی، فعالیت فرقهٔ حروفیه، نقطویان و همچنین شورش مشعشعیان، از این دست نهضت‌های شیعی به‌شمار می‌رفت. برخی از این قیام‌ها حتی بعدها توسط خود صفویان سرکوب و در مواردی پشتیبانی می‌شد.در منطقه خاورمیانه و در خلال حکمرانی پادشاهان صفوی، ایران با دولت‌های سنی مذهب قدرتنمدی همانند عثمانی همسایه بود که اغلب دشمنان دودمان صفوی به‌شمار می‌رفتند. رهبران و پیشوایان صفوی با هدف قدرتمند کردن پادشاهی و حکومت خود، به یکسان‌سازی و همگون کردن دین‌ها و مذهب‌های گوناگون و پراکنده در ایران پرداختند. اجبار و تحت فشار قرار دادن جمعیت اکثریت سنی به منظور تغییر مذهب خود به شیعه دوازده امامی از راه‌کارهای پادشاهان صفویه بود.
شاه اسماعیل یکم و مبارزان قزلباش یک قدرت رهبری مهاجم را به وجود آوردند، این توان رهبری و نظامی یک پشتیبانی و ذخیره بزرگ اجتماعی، فکری و روحی برای آنان محسوب می‌شد. این حمایت مردمی بازتابی بود از مجموعه نفرت‌ها و کینه‌ها که در خلال ۱۰ قرن در جامعه تشیع و توده روستایی و شهری نسبت به حکومت‌های اموی، عباسی، غزنوی، سلجوقی، تیموری، خوارزمشاهی و از این دست، بر روی هم انباشته شده بود، این تمایل و پتانسیل ذهنی مردم، کمک فزاینده‌ای در به قدرت رسیدن صفویان کرد.
ظهور صفویه با مذهب رسمی شیعه، ایران را از دیگر کشورهای همسایه مسلمان جدا گذاشت این در حالی است که در آن روزگار دولت عثمانی در اوج قدرت بود و به ویژه پس از فتح قسطنطنیه، تهدید بزرگی برای کشورهای اروپایی محسوب می‌شد. از این رو کشورهای مسیحی اروپا بر آن شدند روابط محکم بازرگانی و سیاسی با ایران برقرار کنند زیرا دولت سنی عثمانی را خطری بزرگ می‌پنداشتند از این بابت که آن‌ها پیشروی‌ها و فتوحاتی در شرق اروپا برای خود کسب کرده بودند، بنابراین کشورهای اروپایی روابط دوستانه خود را همچنان که با تیمور و جانشینان او و دولت‌های قره قویونلو و آق قویونلو داشتند با دولت شیعه صفوی بیش از پیش گسترش دادند.

ولادیمیر مینورسکی دربارهٔ بینش صفویان می‌گوید:
« کافی نیست که حکومت صفویه را سلطنتی روحانی بدانیم، چه جامعه مسلمان در مدینه، فی المثل حکومتی روحانی داشت و حضرت محمد بن عبدالله رسولی بود پیامگزار خداوند، در حالی که شاه اسماعیل صفوی و پدران وی، پشت اندر پشت خویشتن را تجلی‌گاه و مظهر خداوند می‌دانستند. »

کتاب شاه اسماعیل اول، مرشد سرخ‌کلاهان صفحهٔ ۸۱
قبایل قزلباش که از هواداران و حامیان شیوخ صفوی بودند، جایگاه الهی برای آنان قائل بودند و حتی ادعا ارتباط مستقیم آنان را در بیداری و خواب با امامان شیعه به آسانی باور داشتند. شاه اسماعیل یکم و اجداد وی پشتاپشت خویشتن را تجلی‌گاه و مظهر زنده خداوند می‌دانستند و پس‌مانده غذای آن‌ها را به جهت تبرک و شفای بیماران به قیمت گزاف می‌خریدند. ولادیمیر مینورسکی باعث اعتقاد به این طرز فکر و اعتقاد مذهبی به شاه را، قبایل نیمه بیابانی ترکمن می‌داند که نهایتاً خاندان صفوی را به تاج و تخت رساندند.
سازمان مذهبی سیاسی صفویه سازمانی مخصوص و منحصربه‌فرد بود. در تشکیلات صوفیان صفوی، ریاست ارشد، با نام پیر یا مرشد همواره با یکی از افراد خاندان صفوی بود. همچنین مقررات حاکم بر تشکیلات صفوی بر پایه اطاعت بی و چون و چرا اعمال شده بود.
در بین نهضت‌های تشیع در ایران، نهضت و جنبش صفویان به دلیل جایگاه مذهبی-سیاسی ویژه‌ای که به دست آورد، دارای اهمیت است.
صفویان موفق به ایجاد نوعی همبستگی و تمرکز مذهبی شدند، آنان بدعت‌گذار زمامداری معنوی-دنیوی بودند. ایدئولوژِی و بینش حکومت صفوی این بود که اصولاً بنای دولت و زمامداری را بر دو ستون قوی قرار داد که یکی مذهب شیعی و دیگری ملیت ایرانی بود. یکی برعواطف و شعائر ویژهٔ شیعی استوار بود و دیگری بر ملیت ایرانی و سنت‌های قومی تکیه زده‌بود.
به همان میزان که تشیع در قرن نهم رواج می‌گرفت سلسله‌های صوفیان شیعی مذهب نیز بیشتر می‌شدند و نیروهای آن‌ها افزایش می‌یافت. قدیم‌ترین سلسله شیعی مذهب این زمان سلسله صوفیه صفویه پیروان شیخ صفی الدین اسحق اردبیلی بودند که به‌تدریج در آذربایجان و بلاد اطراف قدرتی به هم رساندند و در تمام قرن نهم بر اثر پیوند ازدواج با ترکمانان آق قویونلو و عوامل مساعد دیگر در حال توسعه قدرت و فراهم آوردن دستگاهی شبیه سلطنت بودند تا چنان‌که می‌دانیم در آغاز قرن دهم به سلطنت ایران رسیدند.
سلسله شیعه مذهب صفویه پس از سال‌های طولانی حکومت بیگانگان بر ایران، توانستند در اوایل سده دهم قمری با تکیه به مذهب شیعه دوازده امامی یک کشور مستقل شیعه و ایرانی بنیان نهند. شیخ امین‌الدین جبرئیل، پدر شیخ صفی‌الدین اردبیلی که در کلخوران نزدیکی اردبیل سکونت داشت پیروان زیادی داشت.
زمانی که صفویان در سال ۱۵۰۱ میلادی کنترل سیاسی ایران را به دست گرفتند، مهم‌ترین اقدام آن‌ها رسمی کردن تشیع دوازده‌امامی به عنوان دین رسمی کشور بود. این تصمیم پیامدهای بزرگی داشت. این کار ایران را از بیشتر کشورهای مسلمان دیگر متمایز کرد و به محافظت از کشور در برابر سلطه امپراتوری عثمانی کمک نمود. رسمی کردن تشیع به عنوان دین دولتی همچنین باعث تقویت دولت مرکزی شد و به ایجاد حس وحدت ملی در میان مردم، فراتر از تقسیمات قومی، کمک کرد. به دلیل اینکه صفویان نظام حکومتی قدرتمندی، ارتشی منظم و مرزهای مشخص از خود به‌جا گذاشتند، آن‌ها به عنوان بنیان‌گذاران دولت مدرن ایران شناخته می‌شوند.

## نیاکان شاهان صفوی
نام سلسله صفویه از شیخ صفی‌الدین اردبیلی (نیای شاه اسماعیل یکم) گرفته شده است. وی و پیروانش سنی مذهب و دارای تفکرات و منش صوفی‌گرایانه بودند. محل و مرکز عبادت و گردهمایی آن‌ها خانقاهای اردبیل بود. در کتاب نزهة القلوب نوشته حمدالله مستوفی که ۶ سال پس از مرگ شیخ صفی‌الدین اردبیلی به پایان رسیده، نگارنده در مورد مذهب در اردبیل می‌نویسد: «اکثر بر مذهب شافعی‌اند و مرید صفی‌الدین علیه الرحمه‌اند. »
|                                                                                             |  |                                                                                      |
| آرامگاه شیخ صفی‌الدین اردبیلی، وی و پیروانش سنی مذهب و دارای تفکرات و منش صوفی‌گرایانه بودند. |  | کنده‌کاری پنجه یک دست نمود اصحاب کسا (پنج تن آل عبا) در آرامگاه شیخ صفی‌الدین اردبیلی. |

صفویان مدعی بودند که نسب‌شان به فیروزشاه زرین‌کلاه و نهایتاً به امام هفتم شیعیان، موسی کاظم می‌رسد که البته بسیاری از پژوهشگران و شجره‌پردازان این ادعای آنان را نمی‌پذیرند و شیخ صفی را سنی شافعی و نیای او را به غیر بزرگان شیعه نسبت می‌دهند. به نقل از کتاب سلسله النسب صفویه نوشته ابدال زاهدی، نسب صفی‌الدین اردبیلی به موسی کاظم هفتمین امام شیعیان و نهایتاً به علی بن ابی‌طالب می‌رسد. ادعای سید بودن دودمان صفوی تا خاندان علی بن ابی طالب فقط یک قسمت از شجره‌نامه صفی‌الدین اردبیلی را دربر گرفته است که تا جدش فیروزشاه زرین کلاه پیش می‌رود. به نظر می‌رسد که از فیروزشاه زرین کلاه تا شیخ صفی‌الدین اردبیلی عموماً صحیح باشد ولی از نسل چهارم که فیروزشاه زرین کلاه را به امام هفتم شیعیان، موسی کاظم ربط می‌دهد نادرست و جعلی می‌نماید و تحریف نویسندگان بعدی دربار صفوی است. این موضوع را نویسنده کتاب پیدایش دولت صفوی (میشل مزاوی) بنا بر کتاب صفوة الصفا که بنا بر ادعای احمد کسروی تحریف شده است، بیان می‌دارد.
در کتاب عالم آرای صفوی نقل شده است که شیخ صفی‌الدین اردبیلی از شاگردان شیخ زاهد گیلانی بود و اثرات شدیدی از وی گرفت. شیخ زاهد گیلانی پیش‌بینی کرده بود اولاد شیخ صفی‌الدین اردبیلی روز به روز پیشرفت کرده و این ترقی‌شان تا زمان حجت بن حسن مستدام خواهد بود. به نقل از کتاب تاریخ نگارستان نوشته مدرس گیلانی، این عقیده در دوره‌های بعدی پس از شیخ صفی‌الدین اردبیلی نیز قوت گرفت تا جایی که پایداری دولت صفوی را تا ظهور مهدی دانستند.
نخستین شیوخ صفوی همانند شیخ صفی‌الدین اردبیلی، شیخ صدرالدین موسی، خواجه علی سیاهپوش، شیخ ابراهیم، شیخ جنید و شیخ حیدر (پدر شاه اسماعیل یکم، بنیان‌گذار پادشاهی صفویه) به دلیل داشتن مریدان فراوان، همواره موجب دغدغه خاطر پادشاهان معاصر خود بودند.
در زمان چهار رهبر نخست طریقت اردبیل (شیخ صفی‌الدین اردبیلی، شیخ صدرالدین موسی، خواجه علی سیاهپوش و شیخ ابراهیم) این طریقت مرکز مهمی برای گسترش و اشاعه آیین صوفی‌گری در آذربایجان بود. در خلال این دوره از حیات این طریقت، هیچ نوع نشانه محسوسی از تشیع دوازده‌امامی مشاهده نشده است.
رده‌های نخست از بنیان‌گذاران حکومت صفویه اصرار داشتند که کیش صفویان را از آغاز شیعی معرفی کنند. این که کدام یک از مردان دودمان صفوی نخستین بار از تسنن به شیعه گرایش یافتند، نظرات متفاوتی ابراز شده است. برخی می‌گویند شیخ صدرالدین موسی فرزند و جانشین شیخ صفی‌الدین اردبیلی که می‌خواست نفوذ خویش را بر توده‌های مردم حفظ کند به شیعه دوازده امامی پیوست. برخی نیز، اعلام نظر رسمی مذهبی شیعی را با آغاز پادشاهی صفوی هم‌زمان می‌دانند. دکتر سید محمدباقر حجتی در حاشیه ترجمه کتاب تاریخ شیعه از قول برخی مورخین می‌نویسد: « نخستین کسی که از این سلسله اظهار تشیع نمود شاه اسماعیل یکم است. »

عاشق پاشازاده در کتاب تواریخ آل عثمان دربارهٔ شیخ حیدر روایتی دارد:
« از مریدان خانقاه اردبیل در آناتولی که قصد دیدار شیخ حیدر را داشتند سؤال می‌شد که چرا به زیارت کعبه نمی‌روید؟ آن‌ها جواب می‌دادند ما زنده را زیارت می‌کنیم نه مرده را. »

کتاب رازهایی در دل تاریخ صفحهٔ ۱۰۷
در بقعه اردبیل، صوفیان صفوی زندگی خاصی داشتند، روزهای ویژه‌ای از سال را به صورت مستمر در ذکر و دعا بودند و در خوراک و پوشاک امساک می‌کردند. شاه اسماعیل یکم و نیاکان او پشتاپشت، خویشتن را تجلی‌گاه و نمود زنده خداوند می‌دانستند.
حرکت به سوی قدرت سیاسی در شیوخ صفویه از شیخ جنید تحرک و پویایی بیشتری گرفت. وی همانند جدش خواجه علی سیاهپوش تحت تأثیر مذهب شیعه قرار گرفته بود و از دید خود تغییراتی را نیز در آن به وجود آورد. نخستین کسی که از دودمان صفوی خود را سلطان نامید شیخ جنید بود. در کتاب تاریخ عالم‌آرای امینی نوشته فضل‌اله روزبهان خنجی (نویسنده سنی دربار سلطان یعقوب پسر اوزون حسن) به بیان نگارنده و نقل از ولادمیر مینورسکی آورده شده است: « جای تاسف است که شیخ صفی‌الدین اردبیلی که خود از تمام محرمات پاک بود به فرزندان خود یاد نداد تا پیرامون مسائل دنیوی نگردند. وقتی که امر جانشینی به شیخ جنید رسید نحوه زندگانی خود را تغییر داد و هر لحظه در پی تصرف سرزمینی و ناحیه‌ای برآمد. »
شیخ جنید در خلالی که در قونیه بود در اثر مجادلات و گفتگوهای مذهبی با روحانیون سنی از آنجا رانده می‌شود. حیدر فرزند جنید پس از پدرش مرشد مریدان و طرفداران گردید. اوزون حسن (پدر بزرگ شاه اسماعیل یکم از طرف مادری) پادشاه آق قویونلو پشتیبان جنید و حیدر بود. حیدر برای صوفیان مرید خود تاجی از سقرلات (نوعی پارچه پشمی) سرخ ساخت که مدعی بود طرح آن را علی بن ابی طالب در خواب به او الهام کرده است. حیدر در بینش مذهبی که صفویان در آینده به‌عنوان ایدئولوژی به‌کار بردند، تغییر عمده‌ای به وجود آورد.

دکتر عبدالحسین نوایی درخصوص شیخ حیدر می‌گوید:
«در دوران حیدر تغییر عمده‌ای در اندیشه بازماندگان شیخ صفی‌الدین اردبیلی ظاهر می‌گردد و آن تمایل مفرط به تشیع است. شیعه‌ای که به حق تشیع صفوی نام گرفت تا از تشیع علوی که تشیع راستین و نمودار پیغمبر اکرم و علی بن ابی طالب و ائمه اطهار است، جدا گردد. »

کتاب شاه اسماعیل اول، مرشد سرخ‌کلاهان صفحه ۶۵ 
در کتاب عالم آرای صفوی و عالم آرای عباسی نوشتهٔ اسکندر بیگ ترکمان آمده است که آنچه از شیخ حیدر به صورت سنتی در خاندان صفوی به جا ماند، کلاه ۱۲ ترک قزلباش الهام گرفته شده از شیعه دوازده امامی یا تاج حیدری است که او پس از دیدن خوابی آن را متداول کرد. در شمال‌غربی ایران و شمال‌شرقی ترکیه امروزی مریدان خانقاه صفویه، شیخ جنید و شیخ حیدر را پیشوای خود قرار داده و تا مرز پرستش از وی پیروی می‌کردند و در راهش جانبازی می‌کردند.
شیخ حیدر با حرارت و شوری بیشتر از پدرش شیخ جنید و برای جلب مریدان بیشتر و فداکارتر دست به ایجاد مذهبی زده که مذهب حیدریه نام گرفته است اساس این مذهب بر تشیع تعصب‌آمیز و دشمنی فراوان با اهل تسنن قرار گرفته بود.
مقبره شیخ صفی‌الدین اردبیلی در عهد صفوی مکانی مقدس به‌شمار می‌رفت و حکم بست و پناهگاه داشت. کسانی که در آنجا متحصن می‌شدند حتی اگر از جانب شاه محکوم به اعدام بودند، جانشان در امان بود؛ مثلاً سلطان حسین‌خان شاملو برای حفظ جانش از دست اسماعیل قلی‌بیگ شاملو به این آرامگاه پناه برد.

## شاه اسماعیل یکم

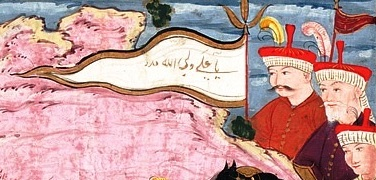
پرچم یا علی ولی‌الله مدد در دست لشکریان شاه اسماعیل در جنگ صفویان با شیبک خان

شاه اسماعیل یکم در دوران کودکی در لاهیجان بود و تحت حمایت و تربیت کارکیا میرزا علی حاکم لاهیجان قرار گرفت. کارکیا میرزا علی موجبات و وسایل آموزش و تربیت او را فراهم آورد. وی تأثیر تربیتی بر اندیشه‌های شاه اسماعیل گذارد. رهبری روحانی فرقه صفویه که تربیت شاه اسماعیل یکم را بر عهده داشت، متشکل از یک سازمان مجهز بود که در راس آن برجسته‌ترین اولیای مذهبی و اجتماعی صفوی آن را بر عهده داشتند. این تشکیلات که دارای قدرت فوق‌العاده‌ای بود، بازمانده و تکامل یافته همان مکتبی بود که در دوره شیخ صفی‌الدین اردبیلی بنیان یافته بود. اسماعیل هنگامی که در گیلان بود از محضر مولانا شمس الدین لاهیجی خواندن قرآن و آثار عربی را یادگرفت.
شاه اسماعیل یکم و مبارزان قزلباش یک قدرت رهبری مهاجم را به وجود آوردند، این توان رهبری و نظامی یک پشتیبانی و ذخیره بزرگ اجتماعی، فکری و روحی برای آنان محسوب می‌شد. مبنای اطاعت قزلباشان از شاه اسماعیل یکم، اعتقاد آنان به وی به‌عنوان رئیس خانقاه اردبیل و نه آموزه‌های شیعه دوازده‌امامی بود.

شاه اسماعیل یک رهبر مذهبی پرشور با ذوق شاعری و نبوغ نظامی بود که به‌طور متعهدانه توسط تعدادی از قبایل شیعهٔ جنگجو خدمت می‌شد. او با تکیه بر وفاداری بی‌چون و چرای آن‌ها، مذهب شیعه را که یک دین اقلیت در اسلام بود، به عنوان دین رسمی پادشاهی خود اعلام کرد و گسترش آن را با قدرت شمشیر خود تحمیل کرد. 
راجر سیوری

بازرگانی ونیزی در تبریز به سال ۹۲۴ هجری قمری پس از مشاهدات خود در خاطراتش نوشته است:
«مردم این صوفی (شاه اسماعیل یکم) را همچون خدا دوست دارند و احترام کنند به ویژه سربازان، تا آنجا که بسیاری بی‌ساز و برگ و نبردافزار به کارزار وارد شوند و بر این باورند که مولایشان اسماعیل در پیکار به مراقبت ایشان خواهد ساخت. »

کتاب شاه عباس کبیر، مرد هزار چهره صفحهٔ ۲۷
شاه اسماعیل پس از به قدرت رسیدن مذهب شیعه دوازده امامی را مذهب رسمی کشور ایران اعلام کرد. شاه اسماعیل همچنین دستور داد در اذان عبارت‌های اشهد ان علیا ولی‌الله و حی علی خیر العمل که جزئی از اذان شیعه دوازده امامی است، ادا شود. شاه اسماعیل یکم پس از سرکوبی مشعشعیان که از غلوکنندگان شیعی بودند و اعمال افراطی و خلاف عادت (مثل شمشیربلعی) انجام می‌دادند، دستور داده بود کنترل شدید مذهبی بر اندیشه‌ها و اقدامات آن‌ها انجام گیرد.
در نقلی دیگر شاه اسماعیل یکم در شیراز امر کرد روحانیون سنی جمع شوند و فرمان داد تا خلیفه‌های سه‌گانه (ابوبکر، عمر و عثمان) را دشنام گویند ولی آن‌ها از این کار خودداری کردند و شاه دستور داد آن‌ها را کشتند. شاه اسماعیل یکم پس از پیروزی بر شیبک خان در نبرد مرو به قزلباشان دستور داد تا مردم سنی مذهب را مجبور به دشنام گویی به خلفای سه‌گانه کنند و هرکس سر باز می‌زد می‌کشتند.
از دیگر اقدامات شاه اسماعیل یکم در روند سیاست تغییر مذهبی، کشتار فضلا و دانشمندان سنی مذهب بود که حاضر به دست برداشتن از باورهای خود نشدند. برای نمونه می‌توان به قاضی نوراله شوشتری، شیخ الاسلام هراتی و قاضی میبدی اشاره کرد.

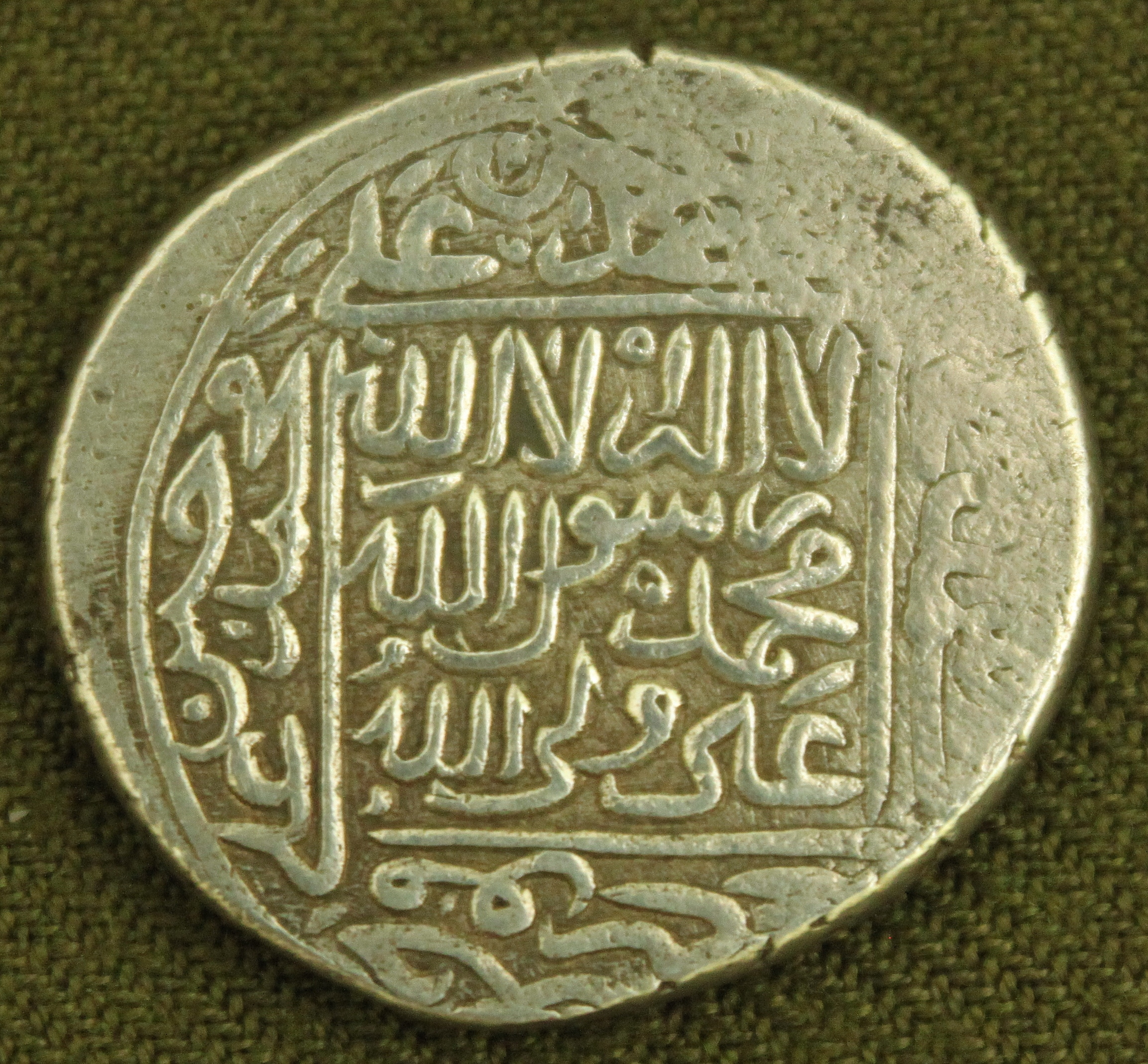
سکه شاه اسماعیل یکم بر روی سکه علاوه بر لا اله الا الله، محمد رسول‌الله و علی ولی‌الله، نام برخی از امامان شیعه حک گردیده است.

بر اساس سنت و عرف مردم آن زمانه، شاه اسماعیل یکم از امامان شیعه هبوط کرده و از نسل آنان بوده است.
شاه اسماعیل برای گسترش تشیع، محقق کرکی را از منطقه جبل عامل به ایران دعوت کرد. وی با پشتیبانی شاه به راه‌اندازی مدارس علمی و نیز رونق دادن به حوزه علمیه برخی از نواحی از جمله اصفهان پرداخت.
حسن بیگ روملو در احسن‌التواریخ می‌گوید هنگامی که شاه اسماعیل تصمیم گرفت شیعهٔ دوازده‌امامی را به‌عنوان یک مذهب رسمی در ایران برقرار سازد، نمی‌توانست کتابی پیدا کند که حاوی اصول بنیادی مذهب تشیع باشد، بنابراین پس از تلاش زیاد در یک کتابخانه خصوصی کتابی از علامه حلی به نام قواعد الاسلام یافت.

## شاه تهماسب یکم
محقق کرکی که برای گسترش تشیع، به دعوت شاه اسماعیل از منطقه جبل عامل به ایران آمده بود بسیار مورد توجه شاه تهماسب بود. وی با پشتیبانی شاه در هر شهر و روستایی امامی برای برپایی نماز و تعلیم احکام دینی تعیین کرد. شاه تهماسب یکم توجه ویژه‌ای به محقق کرکی داشت و طی فرمان‌هایی اطاعت از او را واجب و مخالفت با وی را در حد شرک قلمداد می‌کرد. در کتاب فوائد الرضویه نوشته شیخ عباس قمی بنا بر گفته شاه تهماسب یکم آمده است: «کرکی نایب امام مهدی است و من یکی از کارگزاران او هستم و دستورهای وی را تا مرحله اجرا پیش خواهم برد.»

## شاه اسماعیل دوم
شاه اسماعیل دوم باطناً به مذهب تسنن متمایل بود و می‌خواست که آن مذهب را دوباره در ایران رواج دهد به همین سبب درصدد برآمد که از قدرت و نفوذ علمای بزرگ شیعه بکاهد و از تبلیغاتی که در ایران ضد مذهب تسنن می‌شد و مایه اختلافات بزرگ داخلی و خارجی و خونریزی‌های فراوان بود، جلوگیری کند. وی همواره در مجالس خصوصی از اختلاف شیعه و سنی و لعن خلفای سه‌گانه و اصحاب پیغمبر انتقاد می‌کرد. وی هیچگاه آشکارا به مذهب تسنن ابراز عقیده نمی‌نمود و مقاصد خویش را با تدبیر و سیاست و با تهدید و تطمیع و بهانه جویی انجام می‌داد. از آنجا که مذهب شیعه در اقوام قزلباش ریشه دار شده بود، شاه اسماعیل دوم برای آنکه از بدگمانی مردم و سران قزلباش بکاهد، علمای سنی را از خود دور کرد و مدتی در مجالس شاهی از بحث در امور مذهبی خودداری کرد و هنگامی که سکه به نام خود زد این بیت را بر روی آن نقش کرد:
| ز مشرق تا به مغرب گر امام است |  | علی و آل او ما را تمام است |

## شاه محمد خدابنده
تاریخ عالم آرای عباسی می‌گوید از کودکی لقب خدابنده داشت ولی برخی مورخان نوشته‌اند که چون پس از نابینایی بیشتر به عبادت مشغول بود به خدابنده معروف شد.

## شاه عباس یکم
شاه عباس یکم به خاطر اعتقاد و ارادت زیاد به امام اول شیعیان لقب کلب آستان علی به خود داده بود. وی همچنین توهین کنندگان به حضرت علی را به سختی مجازات می‌کرد و نقل است که بر حلق آنان سرب داغ می‌ریخت. شاه عباس یکم در کاخ سلطنتی اشرف در بهشهر در اثر افراط در نوشیدن و خوردن درگذشت. این در حالی است که نیای او شیخ صفی‌الدین اردبیلی بسیار کم خوراک بود و بسیار روزه می‌گرفت. در کتاب چالش سیاست دینی و نظم سلطانی نوشته نجف لکزایی، نویسنده از قول جان فوران می‌نگارد: «در زمان شاه عباس حکومت دینی به سمت حکومت مطلقه دنیوی و غیردینی گرایش یافت.»
شاه عباس در دین اسلام و مذهب تشیع دوازده امامی سخت متعصب بود. نمازش ترک نمی‌شد و همیشه استخاره می‌کرد. پیش از جنگ وضو می‌گرفت و از درگاه الهی درخواست پیروزی می‌کرد. شاه عباس در میدان جنگ پیراهن مخصوصی می‌پوشید که بر روی آن دعا و آیات قرآن نوشته بود. شاه عباس یکم به پیامبر اسلام و امامان شیعه و جدش شیخ صفی الدین اردبیلی ارادت خاصی داشت و پس از هر نماز نام آنها را به زبان می‌آورد و از ایشان در کار سلطنت و ملکداری یاری می‌جویید.

## شاه سلطان حسین
میراث مذهبی که سلسله صفوی بر پایه آن توانست حکومت را به دست آورد، بر اثر ناتوانی شاهان صفوی (به ویژه شاهان پس از شاه عباس یکم) و مسئولان حکومتی، بی‌اعتبار شده و کاربرد خود را از دست داده بود. دولت صفوی بنای حکومت خود را بر مبنای مذهب شیعه امامیه و ملیت ایرانی بنا نهاد. علی شریعتی در خصوص در کنار هم نگاه داشتن این دو خط‌مشی در کتاب تشیع علوی و تشیع صفوی داستانی روایت می‌کند که در سالی عاشورا و نوروز در یک روز افتاد، شاه سلطان حسین دستور داد که آن روز را عاشورا بگیرند و فردای آن روز را نوروز و مردم هم پیروی کردند.

## دیدگاه‌های اشخاص
پژوهش‌گران حوزهٔ اندیشه سیاسی اسلام و ایران دربارهٔ تحولات اندیشه سیاسی دوره صفوی دچار چند دستگی آرا هستند. برخی این باور هستند اساساً دگرگونی نویی در اندیشه و عملکرد سیاسی در این دوره صورت نگرفته است ولی گروه دیگری از پژوهش‌گران، دوره صفویه را سرآغاز نوزایی ایران، تشیع و اندیشه‌های شیعی می‌دانند. تحلیل‌گران برداشت‌های متفاوتی از مناسبات دین و دولت در دوره صفویه دارند. گروهی این مناسبات را ستوده‌اند و برخی آن‌ها را انحرافی در تعالیم شیعی برشمرده‌اند.
رسول جعفریان در کتاب صفویه از ظهور تا زوال می‌نویسد: «صفویان با عصمت صوفیانه به قدرت رسیدند اما بلافاصله تلاش کردند عناصر و منابع مشروعیت‌بخش دیگری نیز به دست آورند و آن تشیع بود که این منبع مشروطیت هیچ‌گاه مستقر نشد و لذا هنگامی که عصبیت صوفیانه رخت بر بست، صفویه فروپاشید.»

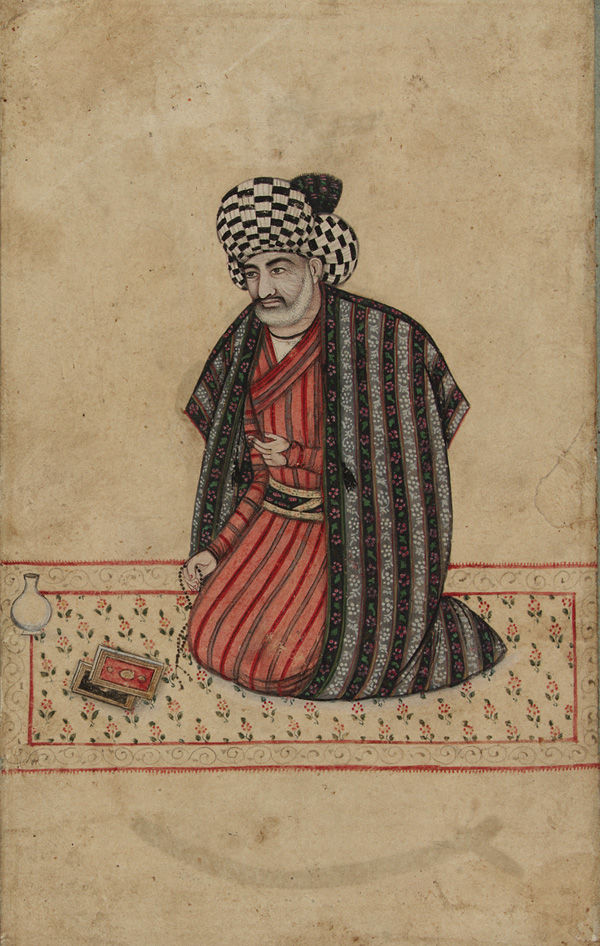
محمد باقر مجلسی

علی شریعتی هم در کتاب تشیع علوی و تشیع صفوی، با دو اصطلاح شیعه علوی و شیعه صفوی از همگرایی عالمان شیعی و پادشاهان صفوی به شدت انتقاد می‌کند و آن را گامی در جهت خارج ساختن تعالیم شیعی از حالت اولیه و اصیل خود می‌داند.
در کتاب چالش سیاست دینی و نظم سلطانی نوشته نجف لکزایی، نویسنده از قول جان فوران می‌نگارد: « صفویه از سه منبع اساسی مشروعیت بهره می‌گرفت، به‌عنوان نمایندگان مهدی، خود را از نسل موسی کاظم امام هفتم شیعیان می‌دانستند و مدعی بودند از نوعی عصمت برخوردارند، در رده صوفی‌های صفوی خود را مرشد و راهبر معنوی تلقی می‌کردند و بدین وسیله اطاعت مطلق پیروان را می‌خواستند. آنان خود را از دودمان یزدگرد سوم می‌دانستند و می‌گفتند دختر یزدگرد سوم (شهربانو) به همسری حسین بن علی امام سوم شیعیان درآمده است. »
روح‌الله خمینی در صحیفه نور جلد اول بر وجود انگیزه اصلاحی و دینی علمایی که به حکومت نزدیک شده‌اند تأکید کرده است. وی نزدیک شدن و تعامل برخی از علما نظیر محمدباقر مجلسی، محقق ثانی، شیخ بهایی با زمامداران صفوی را با هدف ترویج مذهب و آدم‌سازی می‌داند نه این که این دسته از علما با مقصود دنیوی و درباری شدن به پادشاهان نزدیک شده‌اند.
آن کی اس لمبتون در کتاب مالک و زارع در ایران می‌گوید: « ظهور صفویه از نقاط عطف در تاریخ سیاسی و مذهبی ایران است زیرا ازلحاظ سیاسی، ایران پس از اسلام، دارای حکومتی واحد و مستقل می‌شود. » همچنین در کتاب چالش سیاست دینی و نظم سلطانی در ادامه می‌آید: ازنظر مذهبی در دورهٔ صفویه، شاهد ارتقای تشیع دوازده‌امامی به دین رسمی دولتی و در واقع درآمیختن عملی ایران و تشیع در یک کالبد مذهبی ایرانی هستیم.

## تألیف و نشر به زبان فارسی
در دوره صفوی کتاب‌ها و رسالههای متعددی به زبان فارسی ساده نوشته شد. با این اقدام، درک اصول دین و مسائل شرعی، از انحصار عربی دانان خارج شد و بسیاری از گروه‌های متوسط و پایین جامعه که سواد خواندن و نوشتن فارسی را داشتند هم، توانستند از این اطلاعات استفاده کنند. از جمله کتاب‌های چاپ شده می‌توان به حلیه المثقین به زبان فارسی اشاره کرد. البته در آن زبان عربی از حوزه خارج نشد و کتاب‌هایی نیز به زبان عربی، در زمینه‌های فقه، اصول، اخبار، احادیث و علم الرجال شیعه مانند بحار الانوار که از محمد باقر مجلسی است نوشته شد.

## افزایش مسجدها و مدرسه‌ها
در عصر صفوی پادشاهان به ساخت و تعمیر مسجد، مدرسه و بناهای مذهبی توجه داشتند. پادشاهان صفوی در شهرهایی مشهد و قم نیز بناهایی احداث کردند. در آن زمان بزرگان و ثروتمندان هم، مسجد و مدرسه‌های زیادی ساختند.

## رونق مراسم مذهبی
سوگواری برای شهدای شیعه که در زمان حکومت صفویه، رونق بسیار یافت. روضه خوانی و مداحی در ایام محرم معمول شد. دیگر فعالیت‌های مذهبی رایج عبارت بودند از: شبیه خوانی، راه افتادن هیئت (دسته) با علم و کتل در معبرها، تکیه‌ها و مسجدها، جشن گرفتن روزهای ولادت ائمه و عزاداری در ایام شهادت آنان.
شاعران نیز، تحت تأثیر این جو مذهبی، موضوع اشعار خود را تغییر دادند و به ستایش و مدح ائمه و سرودن مرثیه برای آنان پرداختند. از جمله شعرهای معروف در این زمینه می‌توان به اشعار محتشم کاشانی در این زمینه معروف است.

## تنزل عرفان
شاهان صفوی در عصر صفوی اقدام به اذیت و آزار، تبعید و حتی کشتن عارفان کردند؛ زیرا آنان بر این اعتقاد بودند که عارفان به قوانین و مراسم مذهبی پایبند نیستند. به این دلیل، پس از مدتی خانقاه‌ها، و تکیه‌های درویشان را تعطیل کردند.

## تشویق برای زیارت
صفویان مردم را برای زیارت کردن تشویق می‌کردند. در این دوره، به دلیل جنگ‌های دائمی با عثمانیان، به جای زیارت اماکن متبرکه ای که در عراق قرار داشت، زیارت مشهد و قم رواج یافت. در آن زمان شاه عباس اول، برای زیارت مرقد علی بن موسی الرضا مسیر اصفهان تا مشهد را پیاده طی کرد.

## رواج اوهام
در دورهٔ صفویه، خرافات، سحر و جادو، طلسم، و اعتقاد به احکام نجومی، بیشتر شد. در حکومت صفویه، شاه نمایندهٔ خدا و جنبهٔ الهی دارد، خرافات رایج در زمینهٔ اعتقادات شخصی شاه و باورهای خرافی جامعه دربارهٔ او در باورهای دینی مطرح شده است؛ روند تشیع در این دوره و غلبهٔ اخباری‌گری موجب ضعف عقلانیت و باورهای قشری می‌شود؛ ویژگی‌های صوفیانه که مبنای عقلانی ضعیف دارند؛ حاکمیت استبدادی که از جهل مردم سود می‌برد؛ سنتهای قبایل ترک آناتولی از جمله دلایل رواج خرافات بودند.

###### نمونه‌های خرافات
تقدس شاهان
ایرانیان با اعتقاد به قداست شاه، شفای بیماران را در آب لگن دستشویی او می‌دانستند «بیمار باید از آبی که به نحوی از این تشعشع (وجود شاه) نیرو گرفته باشد، بنوشد. خواه اینکه شاه این آب را برای شستن دست‌های خود به کار برده باشد، خواه اینکه انگشت‌های خود را در آن فروکرده باشد و خواه اینکه آب به نحوی با وی تماس یافته باشد. این تصور چنان در مردم رسوخ یافته است که بسیاری از بیماران شفای خود را بیشتر در آب لگن دستشویی شاه می‌جویند تا در داروی داروخانه» (سفرنامه کمپفر، ۱۳۶۰: ص15).
شاه سلطان حسین برای مقابله با افغان‌ها دستور پخت آبگوشت سحرآمیز را داد که پس از اطعام سپاهیان آنان نامرئی شده و بر دشمن پیروزی یابند. در ظرف دو پاچه بز نر با ۳۲۵ غلاف سبز نخود ریختند و ۳۲۵ ورد توسط دوشیزه‌ای بر آن خوانده شد … این گونه خوش‌باوری‌ها مانع تفکر در تمام طبقات شده و ذهن عوام را آماده قبول و دفاع تعصب‌آمیز از آنها کرده بود.
ظهور متصل به صفویه
شهرت یافته بود که ظهور امام زمان بلافاصله بعد از حکومت صفویه خواهد بود. خواص و عوام برای زمینه‌سازی ظهور امام زمان به ساختن اصطبل برای اسب او اقدام می‌کردند. «در اصفهان و سبزوار و قم طویله اسبان را مخصوص امام زمان نگه می‌دارند تا در لحظهٔ ظهور حضرت آماده باشند» (ٓژان شاردن، ۱۳۷۵: ۳ج/۱۲۷۹ص).
شاه طهماسب اولین خواهر خود را مجرد نگاه داشته بود تا به عقد امام زمان دربیاورد و او تا آخر عمر مجرد ماند. پس از مرگ این خواهر محتشم کاشانی با اشاره به بکارت او قصیده ای سرود و او را به مریم باکره تشبیه کرد. (رسول جعفریان، 1391: 53).
خواب و رؤیا و کارکردهای آن
تعبیر خواب در تصمیم‌های مملکتی تأثیرگذار بود. از نمونه‌های آن دستوردادن حضرت علی (ع) به شیخ حیدر است که حضرت ضمن بشارت ظهور صفویان، نوع پوشش و کلاه آنان را نیز به فرمان خود تعیین می‌کند و می‌گوید از برای صوفیان و مریدان خود تاجی سازی از سقرلاط سرخ و امام مقراض در دست داشت و برید تاج را و دوازده ترک قرار داد.
مراسم محرم
«کسانی در مراکز تجمع مردم گودالی می‌کنند و تمام بدن برهنه خود را تا گردن در خاک فرومی‌کنند. به طوری که جز سرشان بیرون نمی‌ماند. ایشان رفیقی دارند که از حاضران یا رهگذران برای آنها صدقه جمع می‌کنند. آنها پیش از فرورفتن در گودال در سبدی به اندازهٔ قامتشان فرومی‌روند و در تنگ سبد را کاملاً به گردن می‌چسبانند. پس از آنکه با سبد در گودال فرورفتند، قسمت‌های خالی بیرون سبد را تا زیر ریششان از خاک پر می‌کنند و در هنگام عصر به کمک یکی از همدستان خود از سبد خارج می‌شوند و شب را به خوردن و استراحت می‌گذرانند. صبح فردا پیش از روشن‌شدن هوا به سبد بازمی‌گردند و تا آخرین روز عزاداری کار خود را انجام می‌دهند»
ریختن خون به روش‌های مختلف برای امام حسین (ع) بود. با این هدف که این خون‌ها موجب تسکین دردهای اهل بیت شود. این باور تا به امروز نیز ادامه دا رد. «قمه‌زنان روز عاشورا و روز بیست و یکم رمضان، لباس سفیدی به نشانهٔ کفن بر تن می‌کردند و موی سر را از ته می‌تراشیدند. پیش از طلوع آفتاب با قمه و شمشیری که در دست داشتند، بر فرق سر می‌کوفتند. گاهی افرادی بودند که برای کنترل ضربات قمه، چوبدستی را مقابل قمه و شمشیر می‌گرفتند و حایلی بین قمه و سر ایجاد می‌کردند. اگر کسی براثر ضربات کشته می‌شد، او را شهید می‌نامیدند و بنا به اعتقاد قزلباشان، در آن دنیا با امام حسین (ع) محشور می‌شدند. پس از پایان مراسم، سرشان را می‌شستند و با دستمال می‌بستند و لباس‌های سفید خون‌آلود را در مکان خاصی دفن می‌کردند»
برگزاری مراسم عمرکُشان
در روز نهم ربیع‌الاول که عمربن‌خطاب، خلیفهٔ دوم توسط ابولؤلؤ ترور شده است، شادی و پایکوبی می‌کردند.
«روز چهارشنبه در تمام محلات شهر آدمکی پر از کاه ساختند و مدتی آن را در معرض تماشا گذاشتند و سپس پشت خری نشاندند و در محله گرداندند. مردم آدمک را عمر و ابن‌مرجانه می‌نامیدند. بسیار خشمگین بودند تا حدی که عمر یا ابن‌مرجانه را با خر یکجا آتش زدند. این اقدام نشانهٔ کینه‌ورزی ایرانیان نسبت به غاصبان حق و قاتلان پسران پیامبر اسلام می‌باشد. سوزاندن خر بی‌گناه، فردای آن روز مایهٔ تأثر و در عین حال خندهٔ شدید سفیر، پرالی و من شده بود».
غیب گویی و جادوگری
«عالمان دین براطلاق غیب‌گویی، پیشگویی، رمالی، ساحری، جادوگری و دعانویسی را تأیید می‌کنند و آن را فنی درخور اعتنا می‌شمارند؛ خود نیز به آنها آشنایی دارند و گاه در یک یا چند رشتهٔ آن فعالیت می‌کنند. دیگر دانشوران نیز با اینکه به خوارمایگی این خرافات و اباطیل به خوبی آگاهند، به گونه‌ای شیفتهٔ آنها می‌باشند»
تقدیرگرایی
تسلیم‌بودن دربرابر تقدیر و سرنوشت، به حدی رواج یافت که مقابله با حوادث و بلایا به نوعی مقابله با خواست خداوند تلقی می‌شد. ضیافت شاه سلطان حسین در عمارت چهل‌ستون یکی از نمونه‌های بارز تقدیرگرایی در این دوره است: «زمانی که مشغول صرف شام بودند، یکی از ستون‌های عمارت آتش گرفته و حتی به قسمتی از سقف هم سرایت کرد. در این موقعیت شاه به کسی اجازهٔ خاموش‌نمودن آتش را نداد. توجیه شاه از ممانعتش این بود که چون اراده و مشیت خداوند به این تعلق بگیرد که این تالار بسوزد، نباید برخاست خداوند پیشی گرفت»
تعیین زایچه از سوی ستاره‌ها و صور فلکی قبل از تولد کودک، تعیین مناسب برای رفتن به خانه نو، پوشیدن لباس نو، زمان مناسب برای عقد و روز عروسی و … از دیگر مواردی بود که باید مورد تأیید منجمین قرار می‌گرفت.
اعتقاد به سحر و جادو
مقولاتی چون سحر، طلسم، جادو، پیشگویی و متوسل شدن بی‌حد و مرز به طالع بینی زمینه‌های آمیختگی امور زندگی را با خرافات فراهم می‌ساخت؛ مثلاً به هنگام تولد باید کلیدی را زیر بدن نوزاد موقع قطع بند ناف قرار می‌دادند تا احتمال اینکه او بعداً دزد شود کاهش یابد. می‌پنداشتند عبور زنان نازا از زیر جسدهای به دار آویخته شده و دادن مغزهای گردو به مردانی که در راه با آنها روبه‌رو می‌شدند آنانرا شفا می‌دهد.
خرافه در مورد مرگ و خاک‌سپاری
بعد از مرگ شاه عباس اول، چند تابوت درست کردند و به‌صورت همزمان به تشییع جنازه پرداختند تا مکان دقیق خاک‌سپاری مشخص نباشد و خانوادهٔ شاه از طلسم در امان باشند. هنوز هم دربارهٔ مکان قبر شاه عباس، اختلاف نظر وجود دارد.
«ایرانیان براطلاق دربارهٔ جسد و آرامگاه پادشاهان خود به اوهام و خرافات عجیبی پایبندند و بر این باورند که چون ممکن است ارواح خبیثه با افسون و جادو در آن نفوذ کنند و عزایم و طلسماتشان مایهٔ شوربختی و پراکندگی و آشفته‌حالی فرزندان و بستگانشان گردد، گور آنان را مخفی می‌دارند. بدین سان که چندین تابوت مشابه درست می‌کنند و هریک را به شهری می‌فرستند و همه را با تشریفات یکسان به خاک می‌سپارند تا آرامگاه واقعی بر همگان معلوم نگردد اما راست این است که اگر کسی بخواهد بر محل واقعی دفن جسد آگاه گردد، با اندک پی‌گیری و خرجی، نه بسیار زیاد، به مقصود می‌رسد»

## اقلیت‌ها
در آغاز تشکیل حکومت صفوی، گروه‌هایی از شیعهٔ غالیه و اسماعیلیه نیز در ایران بودند که پس از مدتی به هند مهاجرت کردند. اقلیت‌های عمده در آن زمان، زردشتی، یهودی و مسیحی بودند. مسیحیان در گرجستان، آذربایجان و ارمنستان زندگی می‌کردند. طی جنگ‌های شاه عباس اول با عثمانیان، هزاران خانوار از ارمنیان، به مناطق داخلی ایران (گیلان، مازندران و اصفهان) مجبور به مهاجرت شدند. یکی از هدف‌های این کار، استفاده از توانایی اقتصادی آن‌ها بود. در اصفهان، ارمنیان محلهٔ جلفا را بنا نهادند. آن‌ها کلیساهای باشکوهی درست کردند. این شاه، امتیازات خاصی برای ارمنیان قائل شد. او با دادن وامهای بدون بهره، کم کردن میزان مالیات و دادن انحصار تجارت ابریشم به آن‌ها، باعث ثروتمند شدن ارمنیان شد.
در زمان شاه عباس اول، به علت علاقهٔ او به برقراری ارتباط با کشورهای اروپایی، زمینهٔ ورود مبلغان مسیحی به ایران فراهم شد. پس از شاه عباس، نه تنها امتیازات زیادی به ارمنیان داده نشد، بلکه مالیات‌های بیش تری نیز از آن‌ها گرفتند. در زمان حملهٔ افغان‌ها هم، خسارات مالی و جانی زیادی به ارمنیان وارد شد.
از دیگر اقلیت‌ها، یهودیان بودند. در این دوره، برخی از آنان دین خود را تغییر دادند و بعضی نیز به خاک عثمانی مهاجرت کردند. زردشتیان نیز وضع مناسبی نداشتند. شاه عباس به منظور استفاده از نیروی کار آنان، عده‌ای از زردشتیان را از یزد و کرمان به محله گبرآباد اصفهان انتقال داد. پس از او نسبت به زردشتیان سخت‌گیری‌های بیش تری شد، تا آن جا که شاه سلطان حسین، طی فرمانی آن‌ها مجبور به تغییر دین کرد. پس از این، عدهٔ زیادی از زردشتیان کشته شدند و گروهی نیز به هند مهاجرت کردند.

## پی‌آمد و تأثیر در دوران‌های بعدی
باورها، سیاست و ایدئولوژی صفویان به شیعه دوازده امامی، تأثیر ژرفی در شکل‌دادن ایران امروزی داشته است.

## یادداشت
1. ↑  در کتاب‌های تاریخی از آن‌ها با نام ازبک‌ها یاد می‌شود.